# Гера Олексій Григорович
Олексі́й Григо́рович Ге́ра (13 липня 1934 — 5 серпня 2006, Львів) — український художник по декоративному склу. Заслужений майстер народної творчості України, 1973 — член НСХУ.

## З життєпису
Народився в селі Мала Вишенька — нині неіснуюче — знаходилося на території сучасного Яворівського полігону.
З 1963 року працює на Львівській керамічно-скульптурній фабриці.
З 1965 року бере участь у виставках, 1971-го відбулася персональна, Львів.
Поєднує різноманітні техніки гутного скла, виготовляє побутовий та декоративний посуд.
Серед його найбільш відомих робіт:
- посудина «Великий баран»,
- вази — «Амфора»,
- «Лазур»,
- «Ромашка»,
- «Святкова».

Роботи Гери зберігаються у багатьох європейських приватних колекціях.